# 化物
化物或御化（日语：お化け/化け物）在汉字词语指化為萬物。在日語詞語中指妖怪傳說概念，指动植物、非生物与人变化成的妖怪。
而日語(お化け)一词，指妖怪和幽灵一类的事物。

## 出处

#### 中國
高诱注：“化生者天也，化物者德也。”《淮南子·本经训》：“阴阳者承天地之和，形万殊之体，含气化物，以成埒类。”
《淮南子·俶真训》：“夫化生者不死，而化物者不化。”
孔颖达疏：“外物来至，而人化之於物，物善则人善，物恶则人恶，是人化物也。”
谓《礼记·乐记》：“夫物之感人无穷，而人之好恶无节，则是物至而人化物也。人化物也者灭天理而穷人欲者也。”

## 类似
精 (传说生物)
1. ↑  戶田一康. . EZ Japan 編輯部. 日月文化出版. 2016 年 7 月 6 日: 7. ISBN 9789862485675.